# Tour de la Molière
La Tour de la Molière est un vestige historique, datant du Moyen Âge, situé sur la commune suisse d'Estavayer, dans le canton de Fribourg. C'est le seul reste d'un château de la fin du XIIe siècle.

## Histoire
La tour de la Molière est le seul vestige conservé d'un château et d'un bourg médiéval érigé sur une colline proche du village de Murist, dès la fin du XIIe siècle. En effet, un acte de 1301 parle d'une transaction passée à la Molière, tandis qu'un autre document de 1314 ne laisse aucun doute sur l'existence du château. En 1317, on mentionne l'existence de maisons, de portes, d'un pont-levis et de murs d’enceintes. Il n'en reste aujourd'hui que quelques ondulations dans le terrain.
Siège de la famille de la Molière, issue de Font, le château est saisi par les bernois et les fribourgeois en 1475, durant la guerre de Bourgogne.
Passant aux mains de la maison de Savoie, il est ensuite cédé au comte de Gruyère. En 1513, la seigneurie est l’apanage des comtes de Gruyères, mais ceux-ci, endettés, sont contraints à la vente. Le nouveau maître des lieux est un certain Jacques de Pesmes. 
Lors de la conquête du Pays de Vaud en 1536, l'État de Fribourg achète le château à François de Montmayeur. Après avoir fait l'acquisition des autres parties de la seigneurie, il réunit le tout, avec Font et Vuissens, en un bailliage gouverné par un bailli qui réside dans cette dernière localité. En 1580, le chancelier Guillaume Techtermann dresse un plan et un croquis du site, qui permet de constater que toute l'esplanade située au-dessus du rocher était entourée d'un rempart dont on voit encore les soubassements. 
Au XIXe siècle, l'État de Fribourg autorise les habitants de Murist à démonter la plus petite des deux tours survivantes. Le site est utilisé comme carrière, dans le but d’en tirer les pierres nécessaires à l’édification de la cure et de quelques maisons au village. 
Une association est créée en 2009 pour la mise en valeur et la conservation du site.

## Description
De section carrée, large de 9 mètres et haute de 30, la tour compte trois niveaux intérieurs.

## Galerie

Vues de la Tour de la Molière
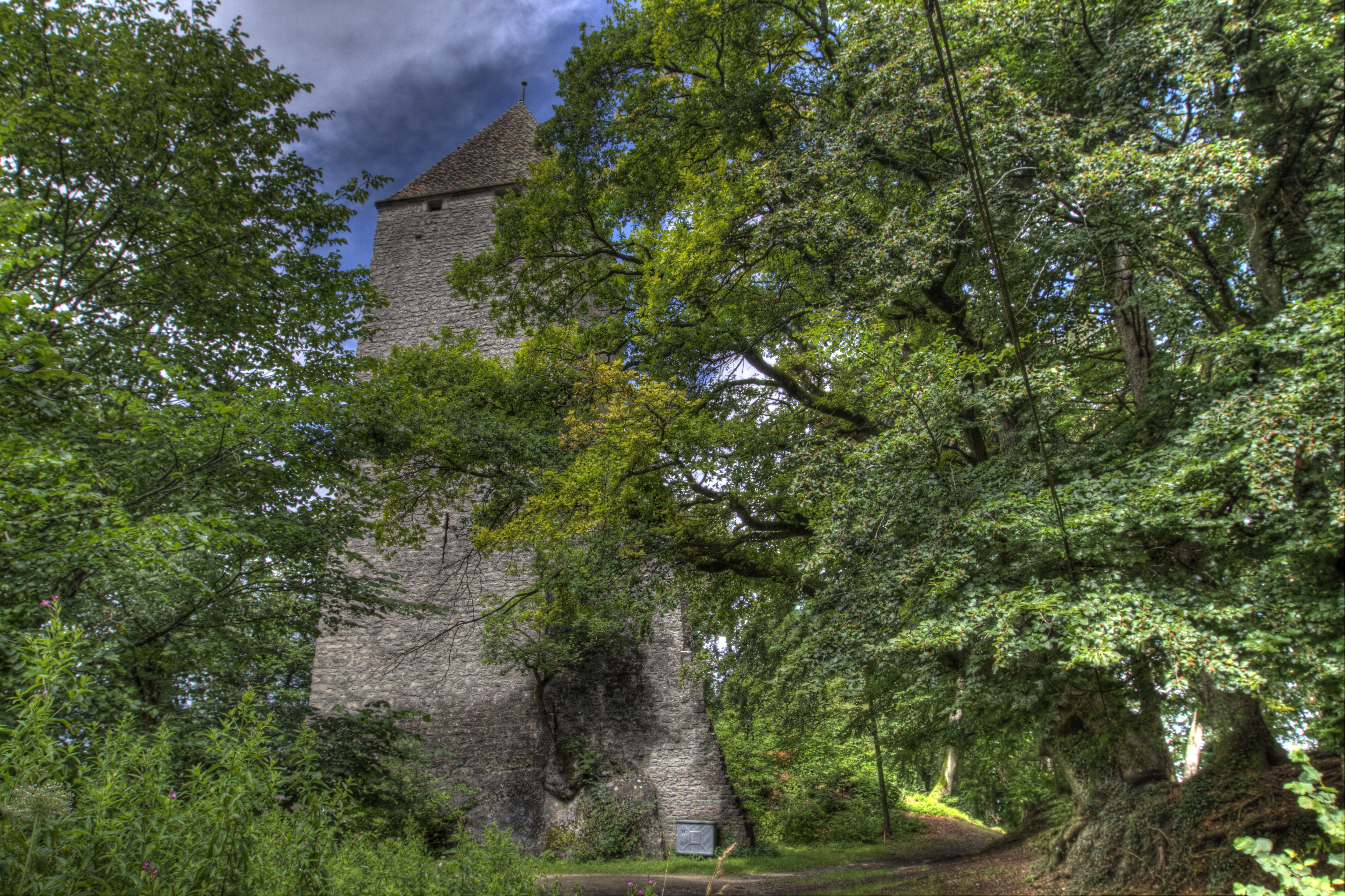
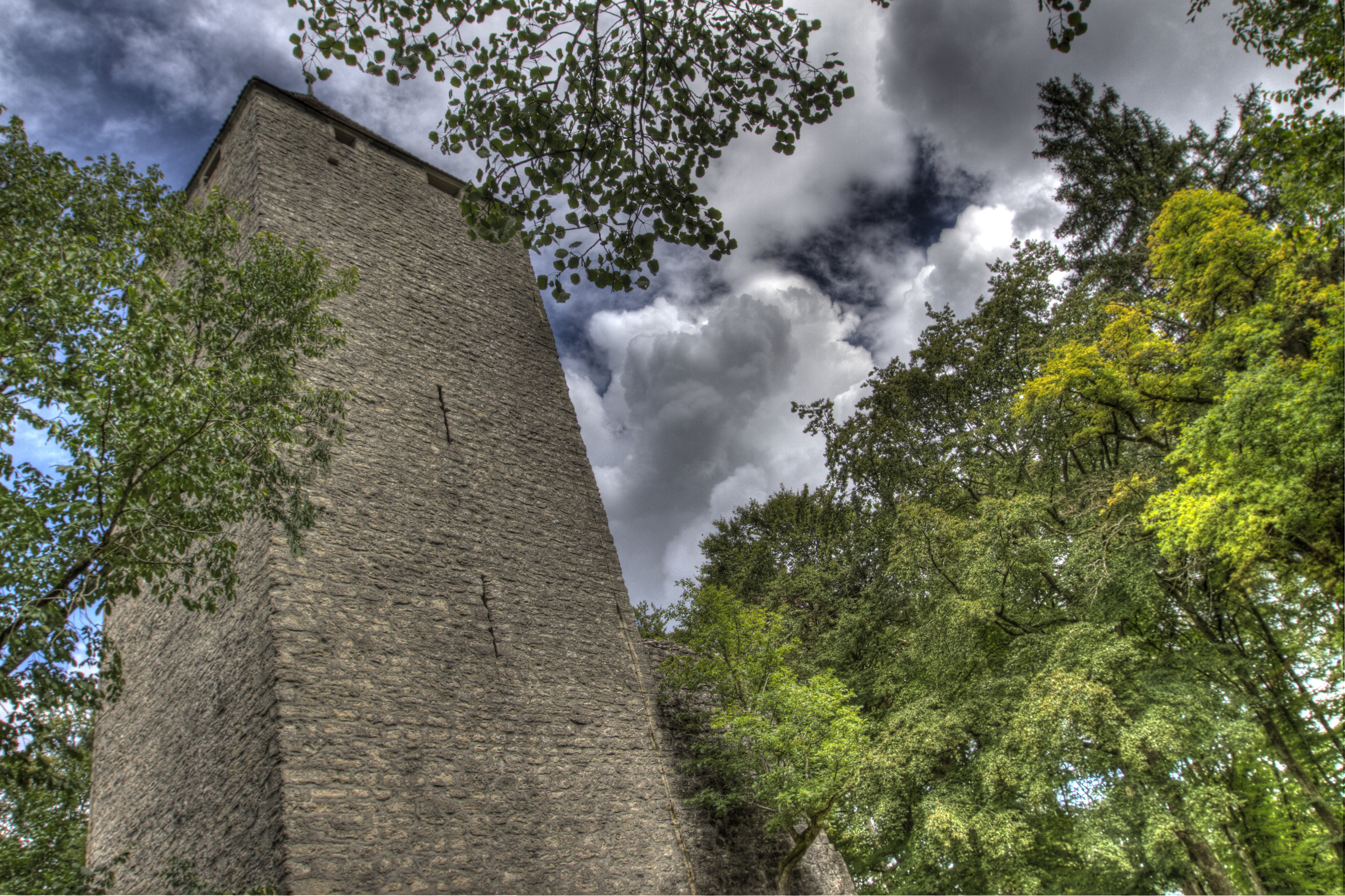
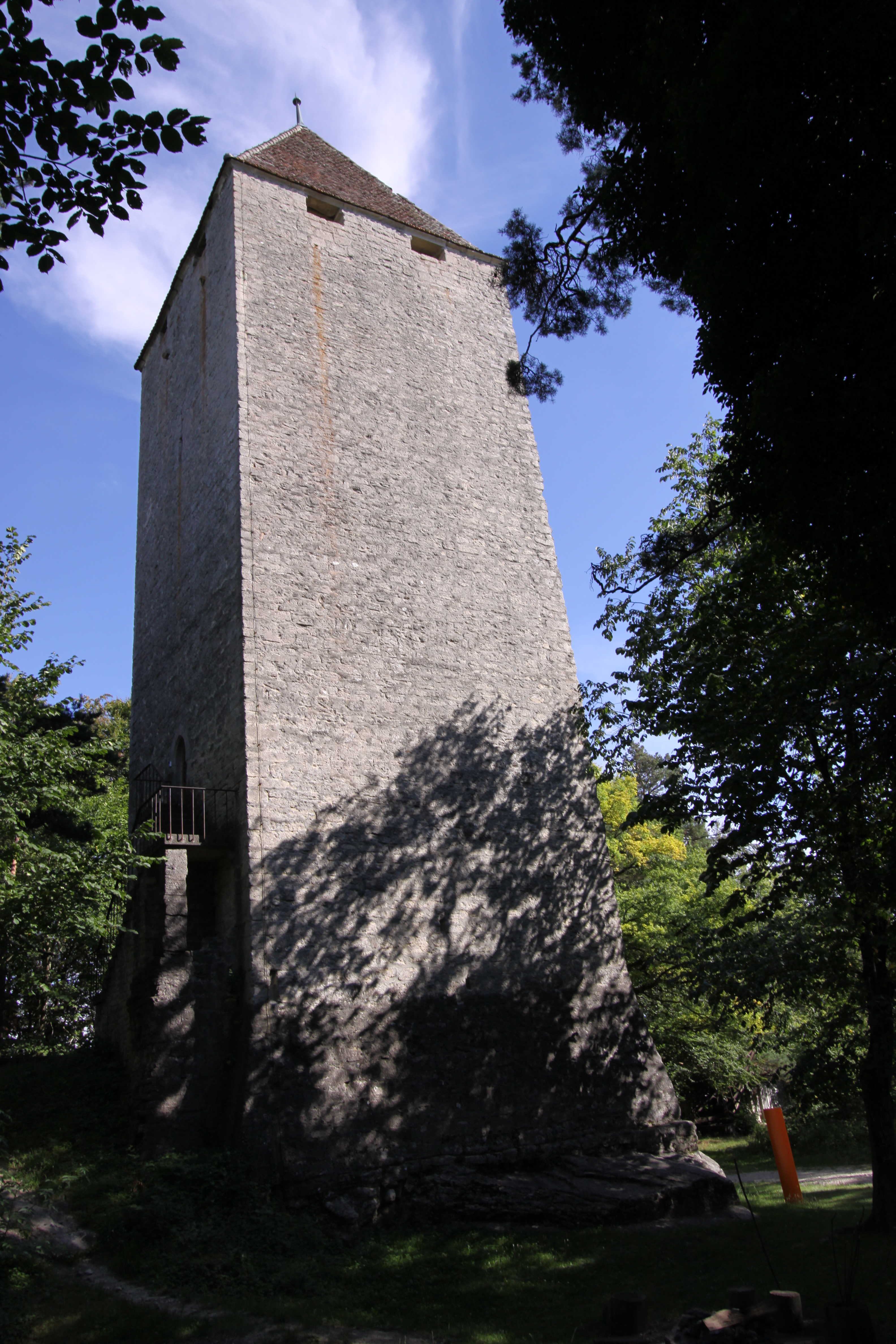